# Klauenbremse (Straßenbahn)
Klauenbremse wurden bei Straßenbahnen um die Wende des 19./20. Jhs. eingesetzt, um zusätzliche Sicherheit beim Befahren von Steilstrecken zu erlangen. Sie dienten als Notbremse, wenn die anderen Bremssysteme versagen sollten. Das Funktionsprinzip der Klauenbremse besteht darin, dass eine mit Haken besetzt Metallplatte gegen den Untergrund oder gegen hölzerne entlang den Gleisen verlegte Balken gepresst wurde. Die Klauenbremse wurde durch die Magnetschienenbremse ersetzt und wird heute nicht mehr verwendet.

## Geschichte
Um die Jahrhundertwende entstanden viele Straßenbahnbetriebe, die zum Teil auch Strecken mit Neigungen um die 100 ‰ befuhren. Es wurde nach einem Bremssystem gesucht, das unabhängig von der Reibung zwischen Rad und Schiene funktionieren sollte, im Besonderen sollte das Bremssystem auch Wirkung zeigen, wenn die Räder des Straßenbahntriebwagens blockierten, sei es durch Überbremsung mit der Klotzbremse oder durch die elektrische Bremse mit den Fahrmotoren.

## Technik
Es gab verschiedene Ausführungen von Klauenbremsen:

### System Réal

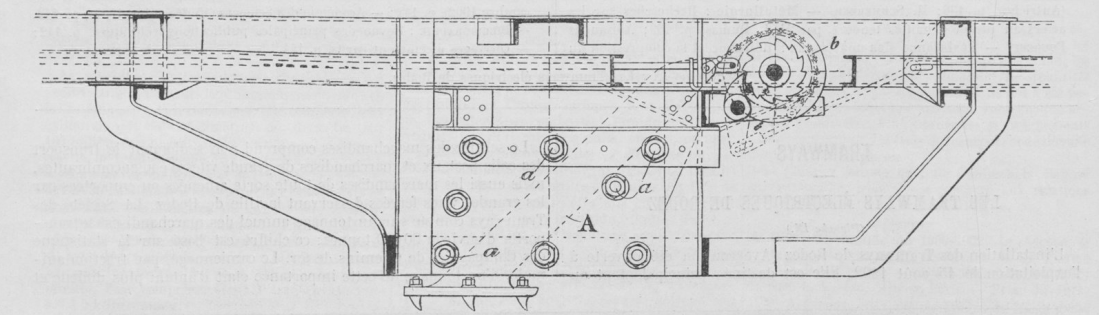
Klauenbremse System Réal

Das System besteht aus einem massiven unter dem Wagenboden aufgehängten Balken, der sich um eine quer zum Fahrzeug verlaufende Achse drehen kann, die durch das eine Ende des Balkens verläuft. Am anderen Ende des Balkens befindet sich die Platte mit den Klauen. Im Gefahrenfall kann der Wagenführer den Balken durch einen Auslösemechanismus zu Boden fallen lassen. Der Balken nimmt eine schräg nach vorne verlaufende Stellung an und wird durch das Gewicht des Straßenbahnwagens in das Erdreich oder den Straßenbelag zwischen den Schienen gedrückt.
Die Straßenbahn Rodez war die erste Straßenbahn, welche die Klauenbremse nach dem System Réal verwendete. Sie befuhr mit schweren Maximumwagen Steigungen bis 100 ‰.

### Straßenbahn Lausanne

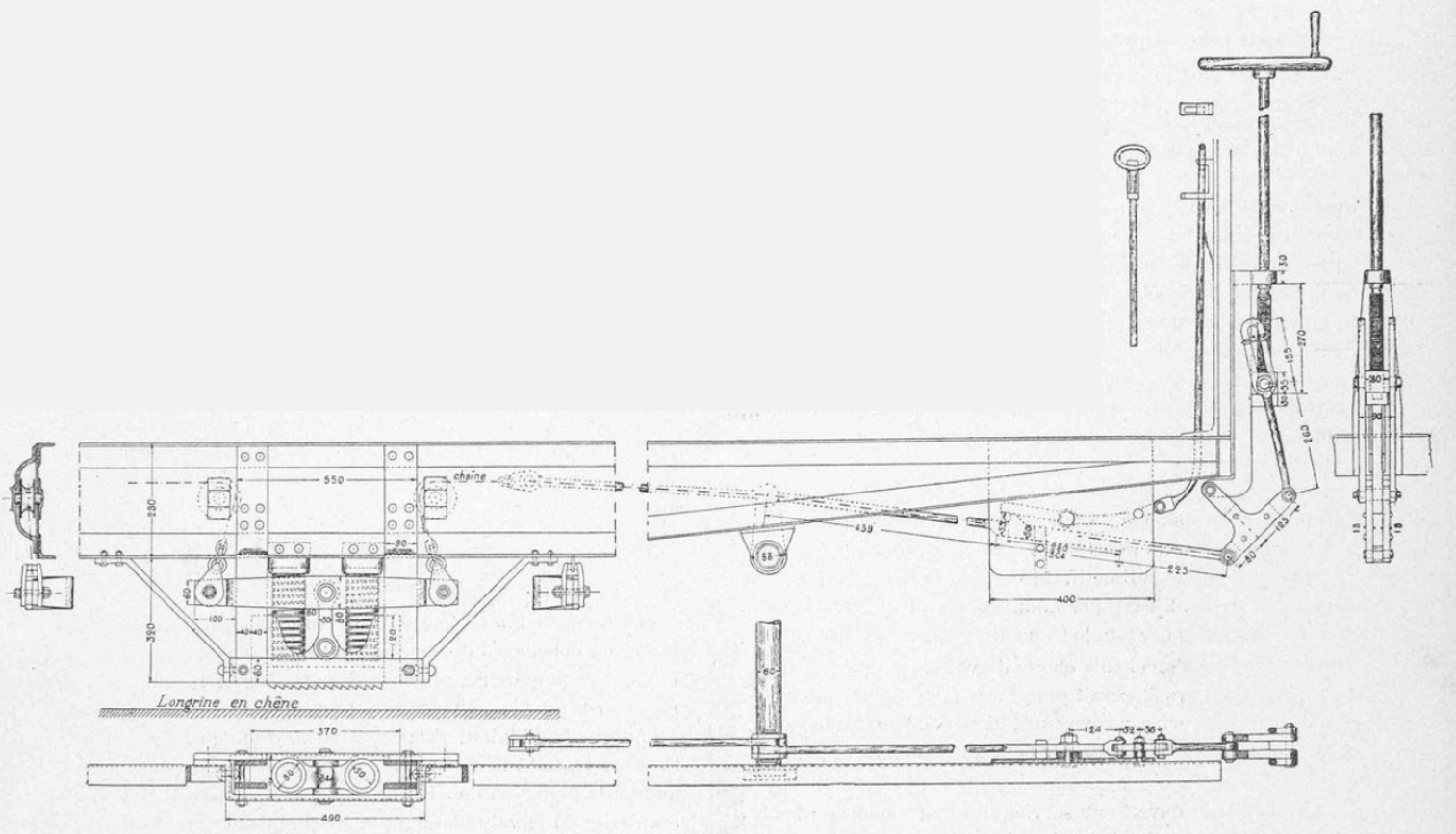
Klauenbremse der Pontaise-Wagen

Bei der alten Straßenbahn von Lausanne befuhren leichte Triebwagen eine 113 ‰-Steilstrecke von dem Place de la Riponne zur Pontaise. Die Klauenbremse bestand bei diesen Fahrzeugen aus zwei links und rechts am Fahrzeug angebrachten Hakenplatten, die in vertikalen Führungen laufen. Vor der Fahrt werden die Platten mit einer Spindel hochgezogen, wobei starke Federn zusammengedrückt werden. Im Gefahrenfall können die Platten durch einen Auslösemechanismus freigegeben werden und werden von den Federn gegen den Boden gedrückt. Die Haken der Platten griffen dabei in längs den Schienen in die Straße eingelassene Eichenschwellen ein. Bei Versuchen kam der 8 km/h schnelle Wagen nach etwa acht Metern zum Stand, wobei sehr hohe Verzögerungen auftraten.